# Az anyanyelv nemzetközi napja

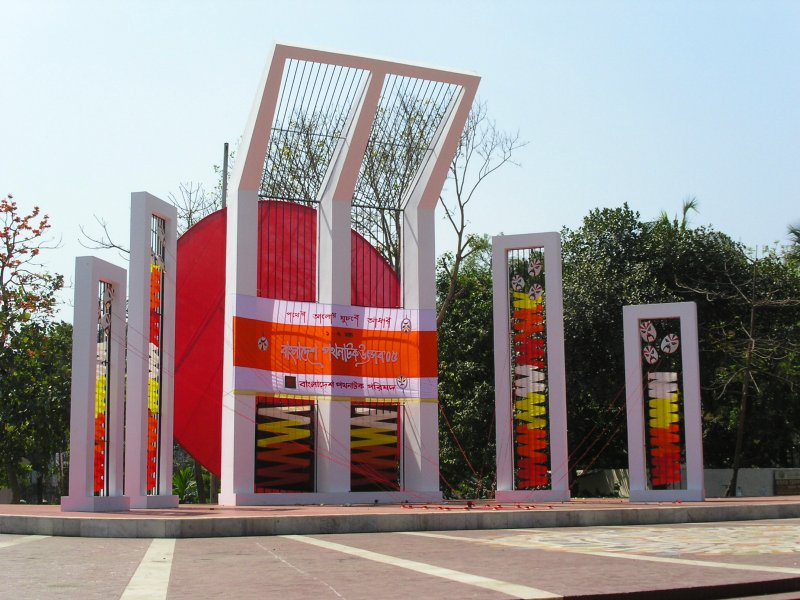
Az 1952. évi tüntetés mártírjainak emlékműve Dakkában

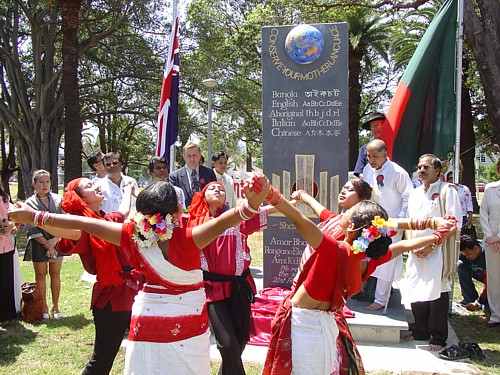
Ünneplés az anyanyelv nemzetközi napja emlékművénél Sydneyben 2006. február 19-én

Az anyanyelv nemzetközi napja – Február 21.
1999-ben az UNESCO közgyűlése február 21-ikét az anyanyelv nemzetközi napjává nyilvánította. A nemzetközi szervezet ezzel is fel kívánta hívni a figyelmet a Föld nyelvi sokszínűségére és gazdagságára.

## Veszélyeztetett nyelvek
A Földön több mint 6000 nyelvet beszélnek, ezeknek körülbelül a fele veszélyben van. A veszélyeztetett nyelvek közül havonta két, őshonos lakosok által beszélt nyelv hal ki. Egy nyelv utolsó beszélőjének elhalálozása után a nyelv felelevenítése már nagyon nehéz, ezért egy nyelvet már akkor veszélyeztetettnek minősítenek a nyelvészek, amikor a beszélők száma százezer alá csökken. A nyelvek kihalásának folyamata megállíthatatlannak tűnik, az UNESCO ezért tartotta feladatának, hogy ráirányítsa a világ figyelmét erre a jelenségre.

## A nemzetközi nap története
Pakisztánban 1952-ben az urdu nyelvet nyilvánították az egyetlen hivatalos nyelvvé. Bangladesben, mely akkor még Pakisztán része volt, tiltakozások kezdődtek, mivel a bangladesiek anyanyelve nem az urdu, hanem a bengáli. A bengáli nyelvi mozgalom Dakkában február 21-én nagy tüntetést szervezett, de a rendőrség keményen lépett fel a tüntetőkkel szemben, és közülük ötöt megölt. Bangladesben ezt a napot azóta a bengáli nyelvi mozgalom napjaként ünneplik.
Az esemény emlékére és Banglades javaslatára nyilvánították az anyanyelv nemzetközi napjává február 21-ét. 2000-ben ünnepelték először, és azóta minden évben rendezvényeket, szimpóziumokat tartanak ezen a napon.